# Léo (Burkina Faso)
Léo is een stad in Burkina Faso en is de hoofdplaats van de provincie Sissili.
Léo telde in 2006 bij de volkstelling 26.183 inwoners. Als gemeente / departement heeft Léo een bevolking van naar schatting 85.000 mensen (2019). De grootste bevolkingsgroep zijn Gurunsi.
De gemeente grenst in het zuiden aan Ghana. Het stadscentrum ligt op ongeveer 10 km van de grens.
De stad ligt op het kruispunt van de autowegen N6 en N20.

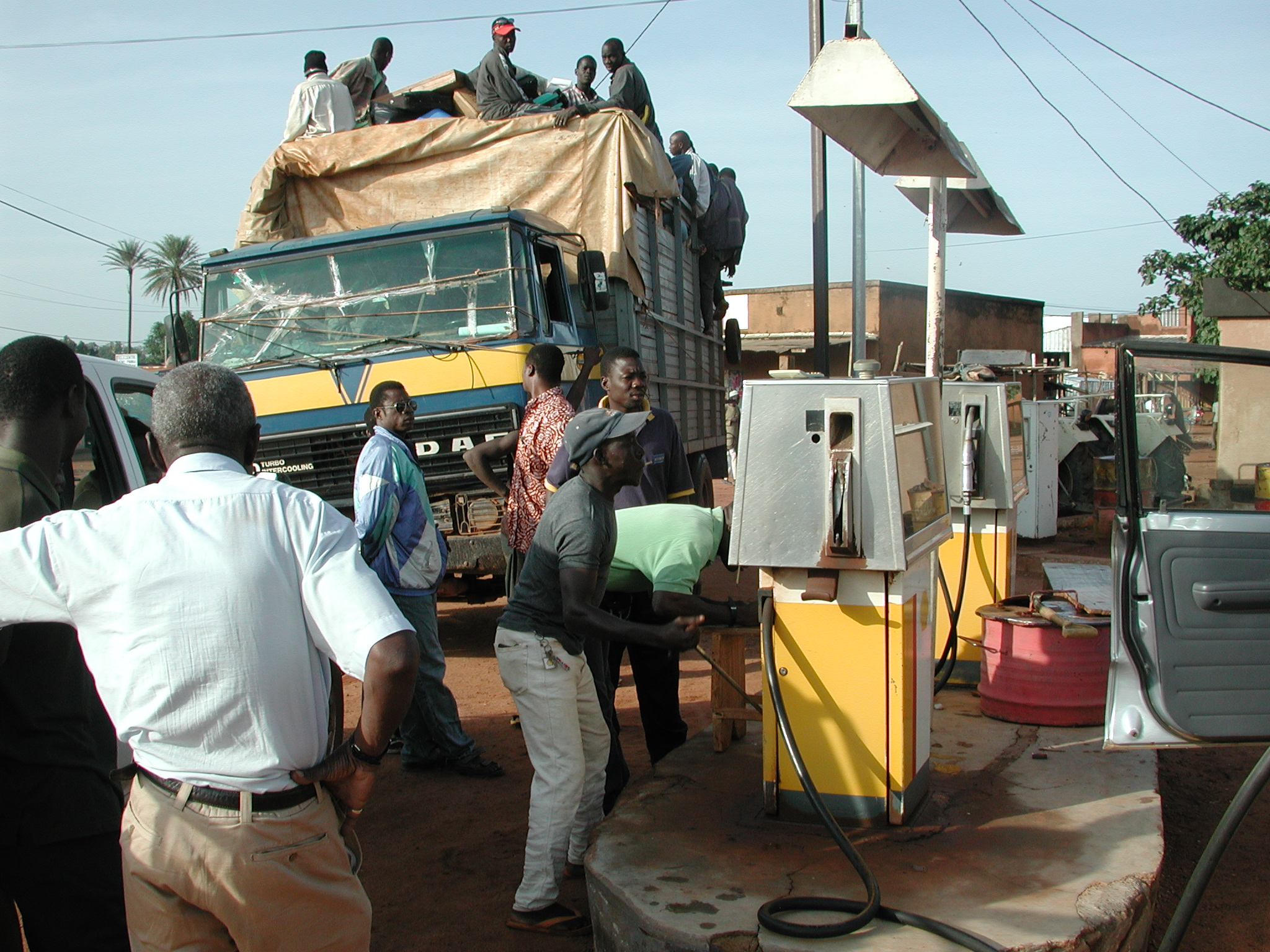
Straatbeeld